# NGC 993
NGC 993 este o galaxie lenticulară situată în constelația Balena. A fost descoperită în 15 ianuarie 1865 de către Albert Marth. Se află la o distanță de 93,57 de megaparseci de Pământ.